# Bombycilla garrulus
Bombycilla garrulus(chim cánh sáp) là một loài chim trong họ Bombycillidae.
Loài này sinh sống và sinh sản ở các khu rừng phía bắc lục địa Á-Âu và Bắc Mỹ. Chúng có bộ lông chủ yếu màu xám da trâu, lông mặt màu đen và màu nhọn. Cánh có các dải lông trắng và vàng sáng và mũi cánh có màu đỏ nhạt từ sắc tố trong quả tùng xà đỏ,thức ăn ưa thích của chúng. Ba phân loài chỉ có bộ lông khác nhau vài điểm nhỏ. Chim trống trông giống chim mái.
Chúng có môi trường sinh sống và sinh sản ở rừng lá kim, thường gần nước. Cặp chim bố mẹ xây tổ hình chiếc tách trên cây hoặc bụi cây, thường gần thân cây. Mỗi tổ có 3-7 quả trứng và ấp trong 13-14 ngày thì nở. Chim non mới nở yếu và chưa mọc lông và được cả chim bố và chim mẹ nuôi, chủ yếu cho ăn mồi côn trùng, nhưng sau đó chủ yếu là trái cây. Chúng bay 14-16 ngày sau khi nở.

## Hình ảnh

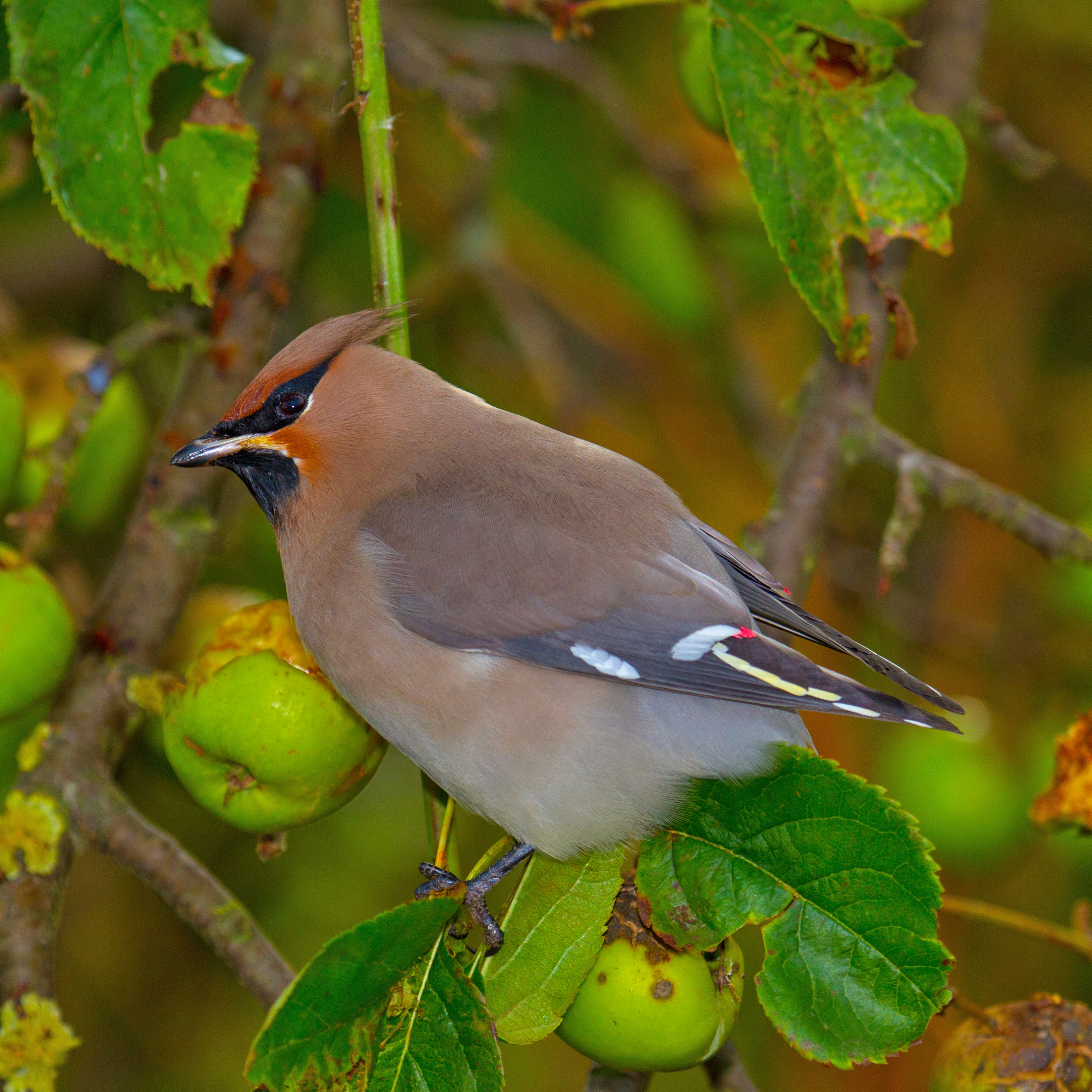
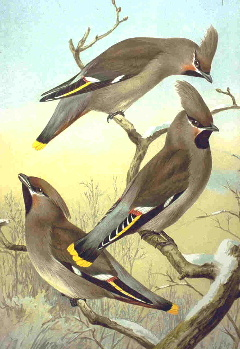
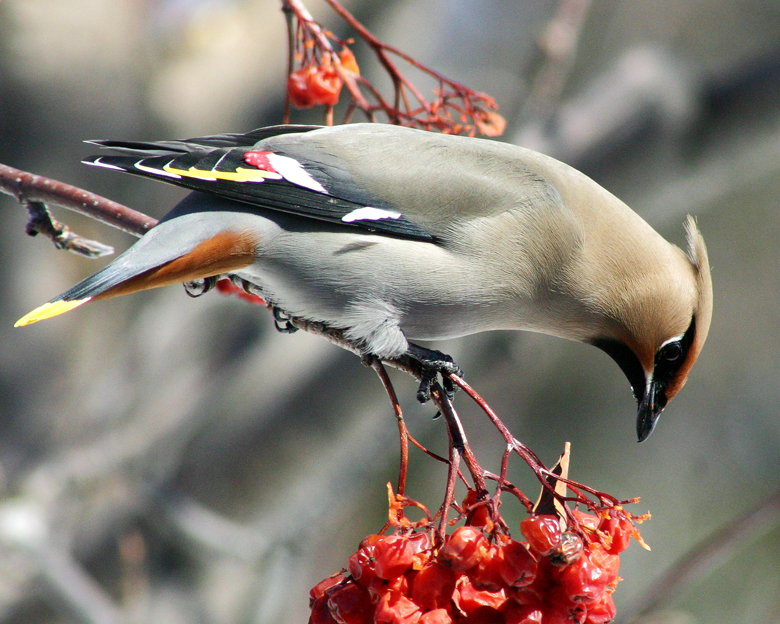
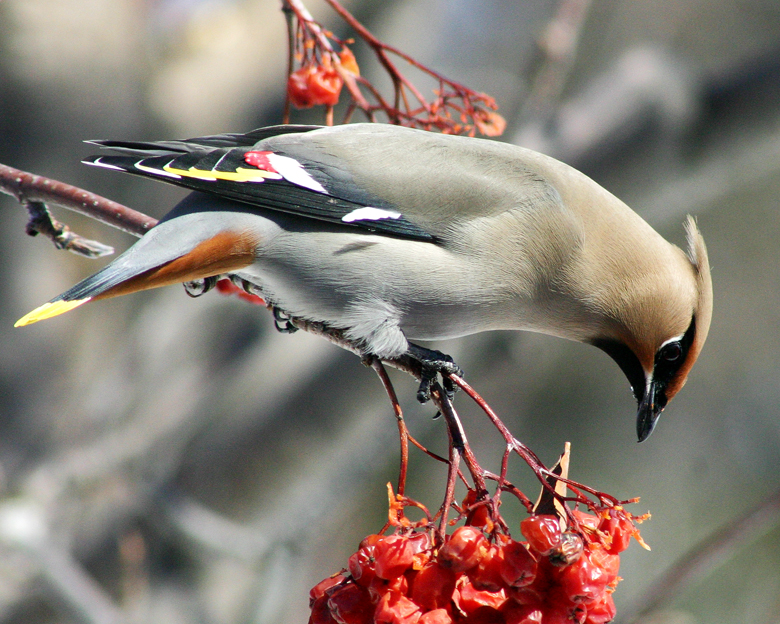
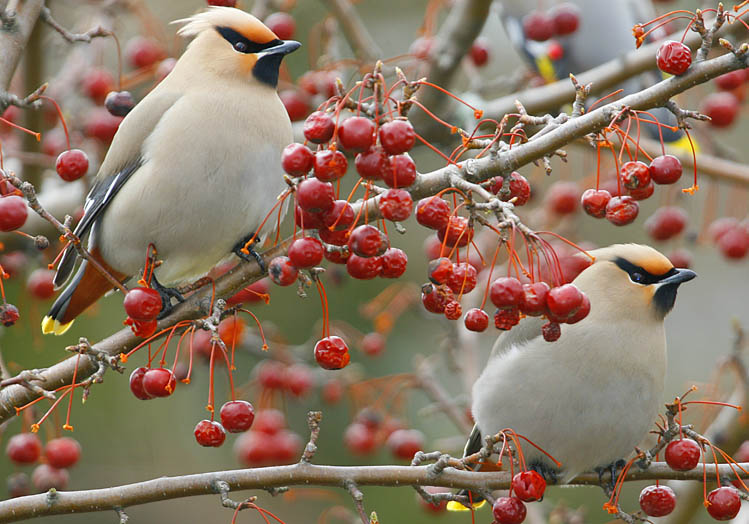
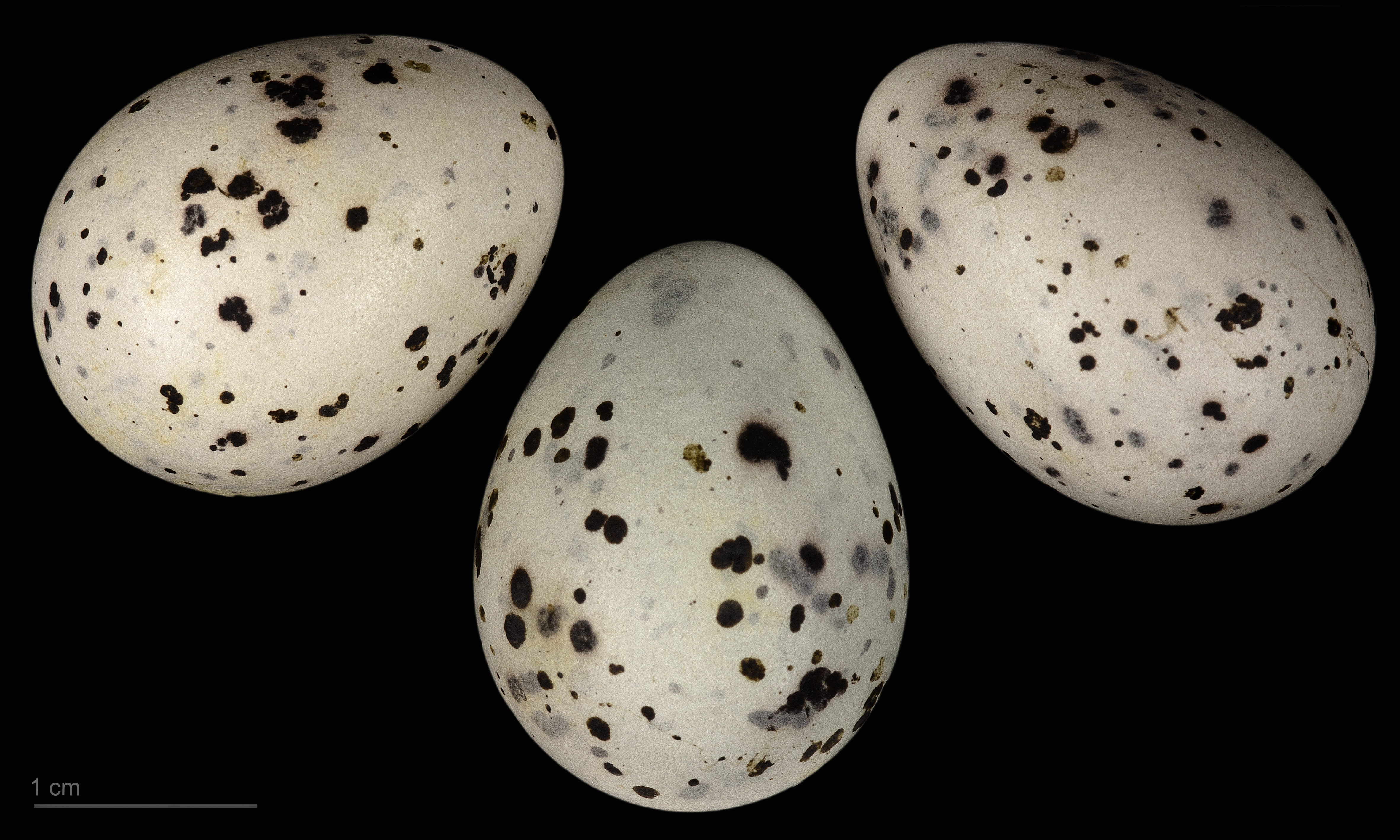
Bombycilla garrulus '